# 1321
Évszázadok: 13. század – 14. század – 15. század
Évtizedek: 1270-es évek – 1280-as évek – 1290-es évek – 1300-as évek – 1310-es évek – 1320-as évek – 1330-as évek – 1340-es évek – 1350-es évek – 1360-as évek – 1370-es évek
Évek: 1316 – 1317 – 1318 – 1319 –  1320 – 1321 – 1322 – 1323 – 1324 – 1325 – 1326

## Események

### Határozott dátumú események
- március 18. – Csák Máté trencséni tartományúr halála. (A legnagyobb ellenállást kifejtő oligarcha halálát követően sikerült csak a királyi csapatoknak bevonulni annak birtokolt területeire.)[1]
- április 19. – II. Frigyes szicíliai király ifjabb királlyá koronáztatja fiát Pétert. (Frigyes még 1337-ig uralkodik, Péter 1342-ig Szicília királya.)

### Határozatlan dátumú események
- június – II. Andronikosz bizánci császár fia, IX. Mihály halála után társcsászárrá emeli unokáját, III. Andronikoszt. (Az ifjú uralkodót 1325-ben koronázzák meg. 1328-tól egyeduralkodó 1341-ben bekövetkezett haláláig.)[2]
- az év folyamán –
  - Károly Róbert hatalmának megszilárdulása, a királyi sereg leveri az utolsó oligarchák, Kán László fiainak seregét.[3]
  - A Firenzei Egyetem alapítása.[4]

## Halálozások
- március 18. – Csák Máté magyar kiskirály, a Felvidék ura
- szeptember 14. – Dante Alighieri itáliai költő, az Isteni színjáték szerzője, a világirodalom egyik nagy klasszikusa
- Bátori Bereck, a Báthori-család alapítója